# Ralfe Band
Ralfe Band — дуэт из Великобритании. Состоит из Оли Ральфа (англ. Oly Ralfe) (вокал, клавишные, испанская гитара) и Эндрю Митчелла (англ. Andrew Mitchell) (перкуссия, электрогитара). В записи альбома Attic Thieves (2008) также принимали участие Гаро Нахулакян (Garo Nahoulakian), Бен Николлс (Ben Nicholls), Джо Беннет (Joe Bennett) и Роланд Притерк (Rowland Prytherch).
Первый альбом группы Swords был издан на Skint и Talitres Records. Второй альбом Attic Thieves издан 13 октября 2008 на Loose Music и Talitres Records.
«Ralfe Band» — замечательная новая группа, которая играет психопатическую фолк-вальсовую музыку, адски своеобразную и легко запоминающуюсяJulian Barratt (The Mighty Boosh)

## Дискография
- Albatross Waltz (7", 2005)
- Fifteen Hundred Years (7", 2005)
- Women Of Japan (7", CD, 2006)
- Swords (2007)
- Attic Thieves (2008)